# Hate You So Much
Hate You So Much är en låt framförd av Saga Ludvigsson i Melodifestivalen 2025. Låten, som deltog i den femte deltävlingen, gick direkt vidare till final där den slutade på tolfte och sista plats.
Låten är skriven av Ludvigsson, Lisa Desmond och Herman Gardarfve.